# Edwige de Formbach
 (février 2017).
Si vous disposez d'ouvrages ou d'articles de référence ou si vous connaissez des sites web de qualité traitant du thème abordé ici, merci de compléter l'article en donnant les références utiles à sa vérifiabilité et en les liant à la section « Notes et références ».
Edwige de Formbach (ou Hedwig van Formbach), née vers 1057 et morte entre 1090 et 1093, est la fille de Frédéric, comte de Formbach, et de Gertrude d'Haldensleben. Elle épouse en premières noces Gebhard de Supplinburg (mort le 9 juin 1075), comte de l'Harzgau. Après la mort de celui-ci, elle épouse vers 1075 ou 1080 Thierry II de Lorraine (mort en 1115), dont elle est la première épouse.

## Descendance
Elle eut de son mariage avec Gebhard de Supplinbourg  : 
- Ida (morte en 1138)[2], qui épousera Sighard X, comte de Tengling, Schala et Burghausen[3] ;
- Lothaire de Supplinbourg (1075-1137), qui deviendra duc de Saxe à partir de 1106, roi des romains (c'est-à-dire candidat au trône impérial) en 1125, puis empereur du Saint-Empire romain germanique en 1133.

Elle eut de son mariage avec Thierry II de Lorraine : 
- Simon (mort en 1139[1]), qui deviendra Simon Ier, duc de Lorraine ;
- Gertrude de Lorraine (morte en 1144[1]), qui changea son nom en Pétronille (dérivé du prénom Pierre) pour montrer sa fidélité envers le Saint-Siège. Elle épousa Florent II, comte de Hollande ;
- Frounica[1] ;
- Hara (morte après 1156)[1], qui deviendra abbesse de Bouxières-aux-Dames[1].